# Bürgermeisterei Gräfrath
Die Bürgermeisterei Gräfrath war im 19. Jahrhundert eine Bürgermeisterei im Kreis Solingen der preußischen Rheinprovinz. Sie ging aus Teilen des mittelalterlichen bergischen Amtes Solingen hervor, das 1806 unter den Franzosen aufgelöst wurde und in eigenständige Kantone und Mairies unterteilt wurde. Unter Preußen wurde die Mairie Gräfrath in die Bürgermeisterei Gräfrath umgewandelt. Das Gebiet der Bürgermeisterei ist heute Teil der bergischen Großstadt Solingen und erstreckt sich auf die Stadtteile Gräfrath und kleine Teile von Solingen-Mitte.

## Hintergrund und Geschichte

Die Grenzen von 1808-1888 der sieben ehemaligen Städte auf dem Gebiet der heutigen Stadt Solingen; die Bürgermeisterei und Stadt Gräfrath im nördlichen Bereich

Das Herzogtum Berg gehörte zuletzt aufgrund von Erbfällen zum Besitz Königs Maximilian I. Joseph von Bayern. Am 15. März 1806 trat er das Herzogtum an Napoleon Bonaparte im Tausch gegen das Fürstentum Ansbach ab. Dieser übereignete das Herzogtum an seinen Schwager Joachim Murat, der es am 24. April 1806 zusammen mit den rechtsrheinischen Grafschaften Mark, Dortmund, Limburg, dem nördlichen Teil des Fürstentums Münster und weiteren Territorien zu dem Großherzogtum Berg vereinte.
Bald nach der Übernahme begann die französische Verwaltung im Großherzogtum neue und moderne Verwaltungsstrukturen nach französischem Vorbild einzuführen. Bis zum 3. August 1806 ersetzte und vereinheitlichte diese Kommunalreform die alten bergischen Ämter und Herrschaften. Sie sah die Schaffung von Départements, Arrondissements, Kantone und Munizipalitäten (ab Ende 1808 Mairies genannt) vor und brach mit den alten Adelsvorrechten in der Kommunalverwaltung. Am 14. November 1808 war dieser Prozess nach einer Neuordnung der ersten Strukturierung von 1806 abgeschlossen, die altbergischen Honschaften blieben dabei häufig erhalten und wurden als Landgemeinden den jeweiligen Mairies eines Kantons zugeordnet. In dieser Zeit wurde die Munizipalität bzw. Maire Gräfrath als Teil des Kanton Solingen im Arrondissement Elberfeld geschaffen.
Ihr gehörten die ehemalige Freiheit Gräfrath mit ihrer Außenbürgerschaft (die Honschaft Gräfrath) und der altbergischen Honschaft Ketzberg an.
1813 zogen die Franzosen nach der Niederlage in der Völkerschlacht bei Leipzig aus dem Großherzogtum ab und es fiel ab Ende 1813 unter die provisorische Verwaltung durch Preußen im sogenannten Generalgouvernement Berg, die es 1815 durch die Beschlüsse des Wiener Kongreß endgültig zugesprochen bekamen. Mit Bildung der preußischen Provinz Jülich-Kleve-Berg 1816 wurden die vorhandenen Verwaltungsstrukturen im Großen und Ganzen zunächst beibehalten und unter Beibehaltung der französischen Grenzziehungen in preußische Landkreise, Bürgermeistereien und Gemeinden umgewandelt, die häufig bis in das 20. Jahrhundert Bestand hatten. Der Kanton Solingen wurde zum Kreis Solingen, die Maire Gräfrath zur Bürgermeisterei Gräfrath.
1815/16 lebten zusammen 2.747 Einwohner in der Bürgermeisterei. Laut der Statistik und Topographie des Regierungsbezirks Düsseldorf besaß die Bürgermeisterei 1832 eine Einwohnerzahl von gesamt 3.464, die sich in 879 katholische, 2.551 evangelische und 34 jüdische Gemeindemitglieder aufteilten. Die Wohnplätze der Bürgermeisterei umfassten zusammen zwei Kirchen, 13 öffentliche Gebäude, 416 Wohnhäuser, 133 Fabriken und Mühlen und 377 landwirtschaftliche Gebäude. Zu den Wohnplätzen, Höfen und Ortschaften der Bürgermeisterei gehörten laut der Statistik (zeitgenössische Schreibweise)
- Ortsbereich Gräfrath mit Außenbürgerschaft/Honschaft Gräfrath (1600 Einwohner): Gräfrath (Kernort), Bandesmühle, Bergerbrühl, Egidius Klusen, Dyck, Grünewald, Grund, Heiderhof, Layken, Mühlenbusch, Piepersberg, Steinenhaus, Tummelhaus und Ziegelfeld.
- Honschaft Ketzberg (1864 Einwohner):  Altenfeld, Aue, Busch, Am Wupperflusse, Dahl, Schtumpf, Ehren, (Oben) Flachsberg, (Unten) Flachsberg, Flockertsholz, Foche, Heide, Ketzberg, Külf, Neuenhaus, Neuenkulle, Nümmen, Oben zum Holz, Paashaus, Rauenhaus, Rathland, Ringelshäusgen,  Schafenhaus, Schieten, Schlagbaum, Steinbeck, Steinsiepen, Stockdum (I. Stockdum, II. Stockdum, III. Stockdum), Unten zum Holz und Centralpunkt.

Am 4. September 1856 erhielt Gräfrath aufgrund der in jenem Jahr in Kraft getretenen neuen Rheinischen Städteordnung das Stadtrecht, die Honschaften wurden in das Stadtgebiet eingegliedert.
Die Gemeinde- und Gutbezirksstatistik der Rheinprovinz führt für das Jahr 1867 5.306 Einwohner auf. Für 1871 werden 41 Wohnplätze mit insgesamt 669 Wohngebäuden und 5.424 Einwohnern angegeben (4.121 evangelischen, 1.208 katholischen, 66 sonstig christlichen und 29 jüdischen Glaubens).
Das Gemeindelexikon für die Provinz Rheinland von 1888 gibt für die Stadt (und zugleich Bürgermeisterei) Gräfrath eine Einwohnerzahl von 6.296 an (4.854 evangelischen, 1.375 katholischen, 55 sonstig christlichen und zwölf jüdischen Glaubens), die in 51 Wohnplätzen mit zusammen 851 Wohnhäuser und 1.282 Haushaltungen lebten. Die Fläche der Stadt und Bürgermeisterei (1.108 ha) unterteilte sich in 709 ha Ackerland, 79 ha Wiesen und 147 ha Wald.
Zu den bereits 1832 genannten Wohnplätzen werden im Gemeindelexikon zusätzlich aufgelistet: Apfelbaum, Biemerich, Blumenthal, Buscherfeld, Eichholz, Freudenberg, Scheiderirlen und Stöckerberg.
Mit Wirkung zum 1. August 1929 wurde die Stadt und Bürgermeisterei Gräfrath in die Stadt Solingen eingemeindet.